# Mesochorus aranealis
Mesochorus aranealis är en stekelart som beskrevs av Schwenke 1999. Mesochorus aranealis ingår i släktet Mesochorus och familjen brokparasitsteklar. Inga underarter finns listade i Catalogue of Life.